# Solpuga atriceps
Solpuga atriceps es una especie de arácnido  del orden Solifugae de la familia Solpugidae.

## Distribución geográfica
Se distribuye por el sur de África.